# 室伏きみ子
室伏 きみ子（むろふし きみこ、1947年4月9日 - ）は、日本の生物学者・児童文学作家。学位は、医学博士（東京大学・課程博士・1976年）。国立大学法人お茶の水女子大学元学長・名誉教授。

## 略歴
- 1947年埼玉県浦和市（現・さいたま市）生まれ[1]。
- 1963年お茶の水女子大学附属中学校卒業[2]。
- 1966年お茶の水女子大学附属高等学校卒業[2]。
- 1970年お茶の水女子大学理学部生物学科卒業[3]。
- 1972年同大学院理学研究科修士課程修了[3]。
- 1976年東京大学大学院医学系研究科博士課程修了、「真核細胞におけるDNAポリメラーゼ活性の調節」で医学博士の学位を取得[3]。
- 1977年The Public Health Research Institute of The City of New York・Research Associate
- 1983年お茶の水女子大学理学部助手、講師、1995年教授、2001年理学部長、2003年理事・副学長を経て、2013年定年退職、名誉教授。2013年から2015年まで寄附研究部門教授、2015年から2021年まで学長。
- 1997年日本学術会議研究連絡委員会幹事、2003年同会議会員（細胞生物学研究連絡委員会委員長、若者の理科離れ問題特別委員会（後に若者の科学力増進特別委員会）幹事、科学力増進分科会副委員長、日本・カナダ女性研究者交流分科会委員長、研究に係る評価システムの在り方検討委員会委員長、大学教育の分野別質保証の在り方検討委員会幹事）、2014年同会議連携会員（科学力増進分科会副委員長、日本・カナダ女性研究者交流分科会委員長）。
- 1999年及び2004年にフランス・ストラスブールのルイ・パスツール大学（現・ストラスブール大学）に客員教授として招かれ、日仏学術交流に尽力。日仏共同博士課程（コレージュ・ドクトラル・フランコ・ジャポネ）プログラム（2002年～2011年） の設立・運営にも協力し、また、ルイ・パスツール大学とお茶の水大学の交流協定を締結して、学生・大学院生・研究者の交流を推進した[4][5]。
- 2006年経済産業省日本工業標準調査会総会委員、2007年同省独立行政法人評価委員会委員（2011年委員長、産業技術総合研究所部会委員長、産業技術分科会会長）、 2015年同省産業構造審議会委員（未来開拓部部会長）
- 2007年文部科学省独立行政法人評価委員会委員（国立女性教育会館部会部会長）、同省科学技術・学術審議会委員（研究計画・評価分科会委員、研究開発・評価部会委員、人材委員会委員、脳科学委員会委員）
- 2008年東京大学大学院総合文化研究科・教養学部運営諮問会議委員。
- 2009年山梨大学経営協議会委員/学長選考会議委員、2015年名誉参与。
- 2010年特定非営利活動法人（NPO)遺伝カウンセリング・ジャパン理事（2016年理事長）
- 2011年ブリヂストン社外取締役、2015年同社エクスターナルアドバイザー。
- 2013年日本放送協会（NHK）経営委員会委員/監査委員会委員、2017年同協会名誉会友。
- 2013年フランス政府より教育功労章シュヴァリエ授与[4]。
- 2015年日本医療研究開発機構（AMED)監事。
- 2015年文部科学省中央教育審議会委員（大学分科会委員、大学院部会部会長代理）。
- 2015年内閣府男女共同参画会議議員（男女共同参画推進連携会議議長）。
- 2015年放送大学学園評議員、放送大学学長選考会議議長。
- 2017年国立大学協会理事・副会長（広報委員会委員長、男女共同参画委員会委員長）。
- 2018年国立教育政策研究所評議員、国立科学技術・学術政策研究所顧問。
- 2018年日本交通文化協会理事[7]、坂本報效会評議員。
- 2019年文部科学省公的研究費の適正な管理に関する有識者会議委員。
- 2019年原子力損害賠償・廃炉等支援機構廃炉等技術委員会委員 。
- 2021年ストラスブール大学名誉博士。
- 2021年筑波大学経営委員会委員/学長選考・監察会議委員長代理。
- 2021年横浜国立大学経営委員会委員/学長選考・監察会議委員。
- 2022年三菱財団理事[6]、日本国際教育支援協会評議員[8]、国際科学振興財団評議員[9]
- 2022年アンジェス社外取締役。
- 2023年ビューティ&ウェルネス専門職大学学長、TSUBASAファーマ株式会社取締役。

## 著書
- 『絵とき生命科学の知識』オーム社、1997
- 『ストレスの生物学 ストレス応答の分子メカニズムを探る』オーム社、2005
- 『こぐま園のプッチー』しもいまさきえ 冨山房インターナショナル、2006
- 『生物はみなきょうだい』冨山房インターナショナル、2007
- 『プッチーとお友だち』しもいまさきえ 冨山房インターナショナル、2007
- 『フレー!フレー!プッチー』しもいまさきえ 冨山房インターナショナル、2009
- 『図解生命科学』オーム社、2009

### 共著編著
- 『絵ときバイオテクノロジー用語早わかり』太田次郎共著 オーム社、1984
- 『絵とき細胞生物学入門』太田次郎共著 オーム社、1987
- 『バイオテクノロジー用語事典』太田次郎共編 オーム社、1993
- 『やさしい細胞の科学』小林哲幸共著 オーム社、1999
- 『ライフサイエンス入門』編著 オーム社、2002
- 『今、なぜ、若者の理科離れか―科学者と社会との対話に向けて (学術会議叢書(10)』北原和夫等共著 日本学術協力財団、2005
- 『研究資金獲得法 研究者・技術者・ベンチャー起業家へ』塩満典子共著 丸善、2008
- 『人類遺伝学用語事典』滝澤公子共監修 オーム社、2008
- 『サイエンスカフェにようこそ! 科学と社会が出会う場所』1－3 滝澤公子共編著 冨山房インターナショナル、2009 - 2011
- 『科学を文化に ―サイエンスアゴラ・シンポジウムの記録― (学術会議叢書(18)』毛利衛等共著 日本学術協力財団、2011
- 『サイエンスカフェにようこそ! 科学と社会が出会う場所 地震・津波・原発事故・放射線』滝澤公子共編著 冨山房インターナショナル、2012
- 『生殖補助医療と法 (学術会議叢書(19)』水野紀子等共著 日本学術協力財団、2012
- 『ふしぎがいっぱい　いのちの図鑑』監修 PHP研究所、2012
- 『サイエンスカフェにようこそ! 科学と社会が出会う場所』4‐5 編著 冨山房インターナショナル、2013 - 14

### 翻訳
- Renee R.Alexander、Maria L. Wilkinson、Joan M. Griffiths『基礎生化学の実験法』室伏擴共訳 オーム社、1986
- Robert W.Hay『生体無機化学』竹内敬人等共訳 オーム社、1986
- J.C.Murrell, L.M.Roberts 共編『遺伝子工学の基礎』オーム社、1990
- ペリー・B. ハケット、ジョアキム・W. メッシング、ジェームス・A. フックス『組換えDNA技術 Gene操作の心得』大久保明美共訳 オーム社、1992
- Michael T.Madigan, John M. Martinko, Jack Parker『Brock微生物学』関啓子共監訳 オーム社、2003